# 新建街道 (白山市)
新建街道，是中华人民共和国吉林省白山市浑江区下辖的一个乡镇级行政单位。

## 行政区划
新建街道下辖以下地区：
宜宾社区、喜丰社区、园林社区、向江社区、古兰社区、前进社区、通江社区和白山经济开发区。